# 46793 Phinney
46793 Phinney è un asteroide della fascia principale. Scoperto nel 1998, presenta un'orbita caratterizzata da un semiasse maggiore pari a 2,2530959 au e da un'eccentricità di 0,1817807, inclinata di 6,55823° rispetto all'eclittica.
L'asteroide è dedicato all'astronomo statunitense Jeffrey L. Phinney.